# Saba Tower 1
Saba Tower 1 – wieżowiec w Dubaju, w Zjednoczonych Emiratach Arabskich, o wysokości 150 m. Budynek posiada 37 kondygnacji. Ukończenie budowy miało miejsce w 2006.